# Material rulant
Material rulant este o locuțiune care desemnează totalitatea vehiculelor care se deplasează pe o cale ferată. Acestea pot fi echipate cu motor sau nu; în cea mai mare parte, este vorba despre locomotive, vagoane și utilaje. Ideea de material rulant se opune aceleia de infrastructură, reprezentând în acest caz ansamblul elementelor fixe care fac posibilă rularea vehiculelor: șinele înseși, semnele de circulație, gările ș.a.